# Klaas Westerterp
Klaas Roelof Westerterp (ur. 5 marca 1928, zm. 2013) – specjalista w zakresie inżynierii reaktorów chemicznych, współtwórca metody wyznaczania powierzchni międzyfazowej w reaktorach ciecz-gaz, laureat tytułu doktora honoris causa Politechniki Warszawskiej z 2000 r..

## Życiorys
W 1952 ukończył inżynierię chemiczną na Uniwersytecie Technicznym w Delfcie, dziesięć lat później uzyskał tytuł doktora nauk technicznych. Od 1952 pracował zarówno naukowo, jak i zawodowo, w różnych przedsiębiorstwach o profilu chemicznym. W 1977 przyjął stanowisko profesora na Uniwersytecie Twente, a dwa lata później objął Katedrę Procesów i Produktów Przemysłowych.
Promotor 25 doktorantów zarówno z Holandii, jak i z innych krajów. Konsultant wielu firm chemicznych w Holandii, Anglii czy USA. Był prezydentem Europejskiej Federacji Inżynierii Chemicznej (organizacja naukowo – techniczna, najważniejsza w Europie, zrzeszająca 162 000 członków). Był członkiem rady redakcyjnej polskiego czasopisma „Inżynieria Chemiczna i Procesowa”, blisko współpracował z polskimi jednostkami naukowymi, a szczególnie z Inżynierią Chemiczną i Procesową Politechniki Warszawskiej.
Profesor K. R Westerterp zajmował się optymalizacją reaktorów chemicznych, zgazowaniem węgla i biomasy, wykorzystaniem niskowartościowej energii z procesów odparowania, reaktorami wielofunkcyjnymi, rurowymi, reaktorami fluidalnymi, polimeryzacją utleniania węglowodorów itp. W 1963 wraz z van Dierendonckiem i de Kraa, opracował szeroko do dziś stosowaną metodę wyznaczania powierzchni międzyfazowej w reaktorach ciecz-gaz.
W 2000 r. Politechnika Warszawska przyznała mu tytuł doctora honoris causa.
Zmarł w 2013 r.

## Stanowiska
- 1977 profesora na Uniwersytecie w Twente,
- 1979 kierownik Katedry Procesów i Produktów Przemysłowych Uniwersytetu w Twente[1].

## Członkostwa
- Honorowy członek niemieckiej organizacji Dechema, (Gesellschaft fuer Chemische Technik und Biotechnologie e.V.)
- Honorowy członek Królewskiego Stowarzyszenia Inżynierów w Holandii[1].

## Nagrody, wyróżnienia, odznaczenia
- Doctor honoris causa Uniwersytetu Ramona Liulla w Barcelonie
- 2000 Doctor honoris causa Politechniki Warszawskiej
- Order Lwa Holenderskiego - przyznawany przez królowa holenderską Beatrix[1].

## Działalność pozanaukowa
- Interesował się m.in.: historią, golfem, pływaniem, był koneserem win[1].

## Wybrane publikacje
Autor ponad 300 publikacji dotyczących różnych zagadnień inżynierii chemicznej m.in.:
- 1963 „Elements of Chemical Reactor Design and Operation”
- 1998 “Industrial Catalysis. Optimizing Catalysis and Processes”[1][2]